# 371
371 је била проста година.

## Догађаји
- Википедија:Непознат датум — Склопљен пакт између Валентинијана Првог и Макријана.

- Утврђени градови на Дунаву, са Сирмијумом (Панонијом) на челу, доприносе заустављању инвазије Гота.
- Персијско царство достиже врхунац своје моћи под краљем Шапуром II. Римљани обнављају рат против Персије. Непријатељства ће се наставити наредних 5 година.
- Римски песник Аусоније пише о путовању Рајном и Мозелом у свом делу „Мозела“.
- Августин Хипонски, са 17 година, путује у Картагину да би наставио своје образовање из реторике.
- Мартин Турски постаје епископ Тура.

## Рођења
- Википедија:Непознат датум — Римски цар Валентинијан II († 392.)

## Смрти
- 2. април (или 372.) - Зенон Веронски, веронски бискуп и светац

### Јун
- 21. октобар — Иларион Велики из Газе, аскет и светац (* 291)

### Децембар
- Википедија:Непознат датум — Свети Луцифер, каљарски бискуп